# Sejm Krajowy Dalmacji
Sejm Krajowy Dalmacji (niem. Dalmatinischer Landtag) – sejm krajowy kraju koronnego Królestwo Dalmacji.
Działał w latach 1861–1918. Składał się z 43 posłów: 2 wirylistów (arcybiskupa Dalmacji i biskupa Zadaru), 10 posłów z kurii wielkiej własności ziemskiej, 3 posłów - przedstawicieli izb przemysłowo-handlowych, 8 przedstawicieli miast oraz 20 przedstawicieli kurii wiejskiej. Sejm obradował w Zadarze, w języku włoskim i chorwackim.